# Family (chaîne de télévision)
Pour les articles homonymes, voir Family.
Family (ou Family Channel) est une chaîne de télévision spécialisée canadienne appartenant à WildBrain et visant, comme clientèle, les jeunes.
La chaîne diffuse aussi un signal pour l'ouest canadien décalé de trois heures ainsi qu'une chaîne multiplex, Family Jr.
À l'exception de quelques programmations communes, elle n’a jamais été affiliée à la chaîne américaine anciennement connue sous le nom de The Family Channel.

## Historique
En décembre 1987, Allarcom Pay Television (plus tard acquis par WIC) et First Choice Communications (division d'Astral Media) ont obtenu une licence de chaîne de télévision payante par le CRTC pour le service The Family Channel, chacune des compagnies détenant 50 % des parts du service. Cette nouvelle chaîne a été lancé sous le nom de Family Channel le 1er septembre 1988.
Family Channel se présente dès lors comme une chaîne spécialisée, du même genre que YTV. Cependant, en conformité avec la réglementation du CRTC pour les chaînes de télévisions payantes, aucune publicité commerciale n'est diffusée sur cette chaîne, sauf les promotions des autres émissions.
En 2000, Corus Entertainment a acquis la part détenue par WIC et l’a vendu, par la suite, à Astral Media en 2001. La Fièvre de la danse, qui était diffusée sur Family en 2003, est la seule émission à avoir déjà fait des pauses publicitaires pendant l’émission. Family était la seule chaîne jeunesse anglophone au Canada à avoir des heures hors d’ondes. Cependant, depuis juillet 2007, Family diffuse 24 heures sur 24.
En février 2007, Family a commencé à diffuser de courtes émissions et des pauses du style commercial de Disney Channel, tels que Disney's Really Short Report, Meet the Family et Movie Surfers. La chaîne est aussi devenue très près de l’identité de Disney Channel lorsqu’elle décida de diffuser des vidéoclips. Toutes les deux semaines, un groupe de vidéoclips de trois durées peut être diffusé.
La version haute définition de la chaîne a été lancée le 11 janvier 2011 en dévoilant un nouveau logo.
Le 3 octobre 2011, Astral annonce que la station Radio Disney sera disponible sur le site internet de la chaîne.
Le 16 mars 2012, Bell Canada (BCE) annonce son intention de faire l'acquisition d'Astral Media. incluant Family, pour 3,38 milliards de dollars. La transaction a été refusée par le CRTC. Bell Canada a alors déposé une nouvelle demande et annonce le 4 mars 2013 qu'elle se départ de ses chaînes Family, Disney Junior et Disney XD.
Le 27 juin 2013, le CRTC a approuvé la demande d'acquisition d'Astral par Bell. Family, Disney XD et Disney Junior dans les deux langues, sont placées dans une fiducie dans l'attente d'un acheteur. Le 28 novembre 2013, DHX Media, basé à Halifax, se porte acquéreur des quatre chaînes sous approbation du CRTC.
En novembre 2016, la chaîne payante change de status et devient une chaîne spécialisée, pouvant désormais diffuser de la publicité, excepté durant les émissions pour les très jeunes enfants. En septembre 2019, DHX Media change de nom pour Wildbrain.

## Logos

Logo de Family utilisé entre 1999 et 2011
Logo de Family depuis 2011

## Programmation
Family diffuse ses propres productions originales, aussi bien que de nombreuses séries et films originaux de la chaîne américaine Disney Channel, parmi quelques séries de Nickelodeon et ABC Family. Elle diffuse aussi des films théâtrales.
Family diffuse les épisodes de leur programmation par ordre de code de production, au lieu de les diffuser par ordre de leur diffusion originale sur les chaînes américaines et étrangères.

### Programmation originale
Family reçoit la plupart de ses émissions de Disney Channel et de Nickelodeon, mais diffuse aussi ses propres productions originales. Leurs productions originales sont :

#### Anciennes séries originales
- African Skies (en) (1991-1994)
- Baxter (en) (2010-2011)
- Connor, agent très spécial (Connor Undercover) (2010–2011)
- Darcy (Darcy's Wild Life) (2004-2006)
- Debra! (en) (2011–2012)
- Hello Mrs. Cherrywinkle (en) (1996-2000)
- Katie et Orbie (Katie and Orbie) (1994-1996, 2001-2002)
- Le roi, c'est moi (King) (2003-2005)
- Buzz Mag (The Latest Buzz) (2007-2010)
- Derek (Life with Derek) (2005–2009)
- Mentors (1999-2004)
- La Vie selon Annie (Naturally, Sadie) (2005–2007)
- Objection! (Overruled!) (2010)
- Radio Free Roscoe (2003-2005)
- Maddy en série (en) (Really Me) (2011–2013)
- Quoi de neuf Phacochères ! (What's Up Warthogs!) (2011–2012)
- Mon ange gardien (en) (Wingin' It) (2010–2013)

#### Animation
- Denis et moi (2020)
- Hoze Houndz (1999-2001)
- Stella and Sam (en) (animation préscolaire, 2011–2014)

### Téléréalité
- The Next Step : Le Studio (2013–2019, puis YTV)

### Films en vedette
Family diffuse des films les vendredis et les fins de semaines. Elle diffuse trois films le vendredi soir, dont le premier est parfois un film en vedette, tels que Kim Possible: So the Drama, High School Musical, Disneyland: The First 50 Magical Years et Walt Disney: One Man's Dream. Le deuxième film est un film de tout âge ou de treize ans et plus. Un exemple du deuxième film serait Double Teamed. Le troisième film du vendredi soir est un film classé de général à restreint. Un exemple du troisième film serait RocketMan. Family diffuse quatre films chaque jour de la fin de semaine, dont deux pendant l’après-midi et deux le soir, dont un de l’après-midi du dimanche est parfois une reprise du film en vedette du vendredi. Avant septembre 2005, Family diffusait aussi un film les lundis et les mardis soirs.

## FamilyJr.
Le 30 novembre 2007, la chaîne multiplex Playhouse Disney a été lancée, proposant de la programmation pour les enfants d'âge pré-scolaire, qui est devenue Disney Junior le 6 mai 2011. Puisque la licence de Family est celle d'une chaîne de télévision payante, elle a le droit d'ajouter une ou des chaînes multiplex qui ne peuvent pas être vendues séparément, et sans devoir déposer de nouvelles demandes de licence. La licence de son compétiteur Treehouse TV protège le genre pré-scolaire, mais la licence de Family permet de viser les jeunes de moins de 17 ans.
Son équivalent francophone a été lancé le 5 juillet 2010.

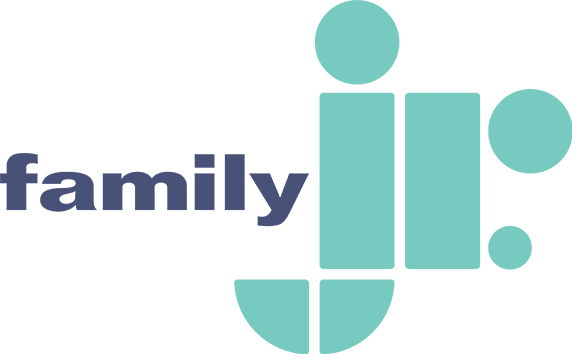
Logo de la chaîne Family Jr depuis le 18 septembre 2015

## Family OnDemand
Tout comme plusieurs chaînes le font maintenant, Family a créé « Family OnDemand », une chaîne de télévision sur demande permettant aux téléspectateurs d’écouter, d’avancer, de reculer et de mettre une émission sur pause. Cette chaîne est mise à jour chaque jeudi et est actuellement disponible sur le câble digital de Cogeco, et illico télé numérique (illico sur demande) et aussi à ceux qui s’abonnent à Family. Ce service a été lancé depuis le 4 mars 2008 par Astral Media.

## Distribution internationale
- Jamaïque - distribué sur les systèmes de Flow Cable[7].
- Bahamas - distribué sur Cable Bahamas[8].
- Mexique - (également disponible en d'autres fournisseurs de câbles) Sera Publié en avril 2013.